# Trzej Tenorzy
Trzej Tenorzy – nieformalny zespół tenorów: Plácido Domingo, José Carrerasa i Luciano Pavarottiego, którzy w latach 90. występowali wspólnie na koncertach i wydawali cieszące się dużą popularnością płyty.
Zastąpienie koncertu 20 tenorów występujących jeden po drugim (jak planowali organizatorzy finału piłkarskich mistrzostw świata w Rzymie w 1990) – wspólnym występem trzech największych tenorów było pomysłem José Carrerasa. Pierwszy koncert tria odbył się 7 lipca 1990 w Termach Karakalli w Rzymie dla 6000 widzów i 800 milionów telewidzów. Artyści wykonali arie m.in. z Toski Pucciniego (Pavarotti i Domingo), melodie z musicali, w tym z West Side Story i arię Nessun dorma z opery Turandot Giacomo Pucciniego. Orkiestrami Maggio Musicale Fiorentino i Teatro dell'Opera di Roma dyrygował Zubin Mehta. Zapis koncertu został wydany na wideokasetach (przez wytwórnię płytową Polygram) i płytach kompaktowych (przez wytwórnię Decca), których sprzedaż przekroczyła, kolejno, 20 tysięcy (kasety) i 11 milionów (płyty) egzemplarzy.
Wspólny występ trzech tenorów początkowo był potraktowany jako jednorazowe wydarzenie, artyści z tego powodu odrzucili ofertę zaśpiewania w Cesarskich Ogrodach w Tokio. Później jednak, ze względu na pozytywny odbiór wydarzenia i zwiększenie rozpoznawalności tenorów nie tylko w kręgach miłośników opery, postanowiono kontynuować ich wspólne występy. Artyści wystąpili jeszcze trzykrotnie podczas finałów kolejnych piłkarskich mistrzostw świata: na Dodger Stadium w Los Angeles w 1994, na Polach Marsowych pod wieżą Eiffla w Paryżu w 1998 i w Jokohamie w 2002. Dzięki sukcesowi tych koncertów latach 1997–1999 odbyli światowe trasy koncertowe, w ramach których dali wspólnie 33 koncerty — ostatnie odbyły się w Bath w Anglii i Columbus w Ohio w USA w 2003 roku.
Carreras i Domingo po śmierci Pavarottiego w 2007 zapowiedzieli, że z szacunku dla niego, nie będą kontynuować projektu ani szukać zastępstwa dla zmarłego. 
|                 | Trzej Tenorzy: |                   |
|                 |                |                   |
| Plácido Domingo | José Carreras  | Luciano Pavarotti |